# マイト川
マイト川（マイトがわ、River Mite）は、イングランドのカンブリア・湖水地方の川。
バーンモア湖西部を源流とし、ラーベングラス村北部に位置するエスク川の三角江まで西方向に流れる。